# Peteó
Peteó (grec Πετεών) fou una ciutat de Beòcia. És un topònim que apareix al Catàleg de les naus, de la Ilíada, en el qual la primera posició correspon al contingent beoci, en el que es menciona als "pobladors ... de Peteó...". Estrabó la situa prop del camí de la ciutat d'Anthedon pero la seva localització exacta no es coneix amb seguretat. S'ha suggerit que podria haver estat ubicada en un indret anomenat Skala Paralimnis, a la costa sud-oriental del llac Paralimni o a la costa occidental de l'esmentat llac. En ambdós indrets s'hi han localitzat restes antigues.